# ZG3 Hermes
Lo ZG3 Hermes, anche noto solo come ZG 3, fu un cacciatorpediniere della Kriegsmarine tedesca, attivo durante la seconda guerra mondiale.
Entrato in servizio nel febbraio 1939 per la Regia marina greca con il nome di Vasilefs Georgios (pennant number D14), era stato costruito nel Regno Unito e come il gemello Vasilissa Olga apparteneva a una versione modificata della classe G della Royal Navy. Sotto le insegne greche operò durante la campagna italiana di Grecia, per poi essere autoaffondato nell'aprile 1941 nella base di Salamina dopo essere stato danneggiato in un attacco aereo nel corso dell'invasione tedesca. Riportato a galla dai tedeschi, fu rimesso in servizio dalla Kriegsmarine e operò nel corso della battaglia del Mediterraneo come unità di scorta nel mar Egeo e nel canale di Sicilia; gravemente danneggiato in un attacco aereo il 30 aprile 1943 al largo di Capo Bon, fu autoaffondato a La Goletta in Tunisia il 7 maggio 1943 al momento della resa della città ai reparti alleati.

## Storia
Ordinata dal governo greco ai cantieri della Yarrow Shipbuilders di Glasgow il 29 gennaio 1937, la nave fu impostata nel febbraio seguente e varata il 3 marzo 1938 con il nome di Vasilefs Georgios (Βασιλεύς Γεώργιος, "Re Giorgio" in lingua greca) in onore del sovrano Giorgio I di Grecia. Completata nel dicembre 1938, l'unità fu consegnata alla Marina greca priva del suo armamento di artiglieria in quanto il governo tedesco si rifiutò di spedire nel Regno Unito i cannoni da 128/42 SK C/34 selezionati per il suo armamento principale, che furono quindi installati una volta che la nave ebbe raggiunto la Grecia; l'unità entrò poi in servizio il 15 febbraio 1939.
Insieme al gemello Vasilissa Olga, il Vasilefs Georgios era la più moderna unità in servizio con la Marina greca e ricoprì quindi la carica di nave ammiraglia della flotta ellenica in attesa dell'entrata in servizio di un nuovo incrociatore ordinato nel 1939. Dopo l'attacco italiano alla Grecia nell'ottobre 1940, tra il 14 e il 15 novembre 1940 e poi ancora tra il 4 e il 5 gennaio 1941 l'unità compì un raid nel canale d'Otranto a caccia dei convogli di rifornimento italiani diretti in Albania, ma senza ottenere alcun successo. Impegnato in missioni di scorta nel mar Egeo, il 14 aprile il Vasilefs Georgios fu gravemente danneggiato in un attacco aereo da parte di due bombardieri Junkers Ju 87 tedeschi mentre era in navigazione nel golfo Saronico: il comandante, capitano Pyrros Lappas, riuscì a raggiungere la base navale di Salamina dove il cacciatorpediniere fu posto in riparazione all'interno di un bacino galleggiante, ma l'avanzata tedesca su Atene obbligò i greci a sgombrare la base e l'unità fu autoaffondata assieme al bacino stesso il 20 aprile.
Il 6 maggio le forze tedesche si impossessarono della base di Salamina e dei numerosi relitti lì presenti; gli accordi tra italiani e tedeschi prevedevano che tutte le unità navali greche catturate dovessero essere consegnate alla Regia Marina, ma visto l'armamento di origine germanica del Vasilefs Georgios il comando italiano decise di offrire la nave alla Kriegsmarine, confidando anche nel fatto che la Germania sarebbe stata più propensa a fornire il carburante per rifornire una sua unità piuttosto che una italiana. Riportata a galla, la nave fu sottoposta a lunghi lavori di riallestimento che comportarono anche alcune modifiche: furono aggiunte altre cinque mitragliere da 20 mm antiaeree oltre a un impianto sonar e a delle rotaie per la posa di mine navali, ma i danni all'apparato propulsivo non furono mai del tutto risolti e di conseguenza la velocità massima si ridusse a 30 nodi. La nave rientrò infine in servizio con i tedeschi il 21 marzo 1942 e come tutte le unità straniere catturate dalla Kriegsmarine ricevette una designazione alfanumerica, ovvero ZG3: la Z indicava il tipo di unità (Zerstörer, ovvero "cacciatorpediniere"), la G la provenienza (Griechenland) e il 3 lo qualificava come terzo cacciatorpediniere straniero acquisito dalla Kriegsmarine. L'insolita designazione confondeva gli ufficiali e gli operatori radio italiani con cui la nave si trovava a operare, e pertanto in agosto l'unità fu dotata anche di un nome di senso compiuto: fu scelto quello di Hermes in onore dell'omonima divinità greca.
Dopo l'entrata in servizio lo Hermes richiese altre settimane di prove e lavori in porto prima di essere dichiarato pienamente pronto all'azione; comandante dell'unità fu designato il Fregattenkapitän Rolf Johannesson, già comandante del cacciatorpediniere Z15 Erich Steinbrinck, mentre l'equipaggio era costituito prevalentemente da personale di deposito della Kriegsmarine con scarsa esperienza bellica. La prima operazione si ebbe tra il 24 e il 25 giugno 1942 quando l'unità scortò un piccolo convoglio da Salamina a Creta insieme ad alcune torpediniere italiane, e nei mesi seguenti la nave svolse principalmente l'incarico di unità di scorta per i convogli italo-tedeschi in navigazione nell'Egeo o tra Il Pireo e Tobruch; a metà agosto l'unità fu inviata a Navarino come scorta a una formazione di incrociatori italiani in vista di un loro impiego nel corso della battaglia di mezzo agosto, ma l'azione non si concretizzò poi in nulla.
Oltre che come unità di scorta, lo Hermes fu impiegato anche nella caccia ai sommergibili alleati nel Mediterraneo: tra il 26 e il 28 agosto compì insieme a un cacciatorpediniere e due torpediniere italiane un'infruttuosa ricerca di unità nemiche al largo di Cerigotto, mentre il 16 novembre il suo apparato sonar localizzò al largo di Capo Kafireas il sommergibile greco Triton poi colato a picco dal cacciasommergibili tedesco UJ-2102. Nell'aprile 1943 lo Hermes passò al comando del Fregattenkapitän Curt Rechel, già comandante del cacciatorpediniere Z11 Bernd von Arnim, e fu trasferito in Sicilia per collaborare alla scorta dei convogli italo-tedeschi diretti a rifornire il nuovo fronte aperto in Tunisia; il 21 aprile seguente, durante una missione di scorta a un convoglio salpato da Napoli, lo Hermes localizzò e affondò al largo dell'isola di Capri il sommergibile britannico HMS Splendid: per l'azione il comandante Rechel fu poi insignito della Medaglia d'argento al valor militare italiana e della Croce di Cavaliere della Croce di Ferro tedesca.
Impegnato in una missione di trasporto urgente di truppe in Tunisia, il 30 aprile lo Hermes fu gravemente danneggiato in un attacco aereo britannico al largo di Capo Bon; l'unità riuscì a raggiungere la ex base navale francese di La Goletta in Tunisia per le riparazioni, ma l'approssimarsi dei reparti anglo-statunitensi obbligò a mobilitare l'equipaggio per combattere a terra mentre, apparentemente, il comandante Rechel si dava alla fuga a bordo di un mercantile diretto a Trapani. Il 7 maggio, con La Goletta ormai prossima a cadere in mano agli Alleati, lo scafo del cacciatorpediniere fu autoaffondato dai tedeschi all'imboccatura del porto.